# إلسا هيلغر
إلسا هيلغر (بالإنجليزية: Elsa Hilger) هي عازفة تشيلو أمريكية، ولدت في 13 أبريل 1904، وتوفيت في 17 مايو 2005.